# Liste von Sakralbauten in Hiddenhausen
In der Liste von Sakralbauten in Hiddenhausen sind Kirchengebäude in Hiddenhausen aufgeführt, in denen Gottesdienste abgehalten werden. Friedhofskapellen sind nicht berücksichtigt.

## Evangelische Kirchen
| Bild | Name                              | Stadtteil Stadtviertel | Adresse                    | Bauzeit                    | Besonderheiten |
| ---- | --------------------------------- | ---------------------- | -------------------------- | -------------------------- | -------------- |
|      | Evangelische Kirche Eilshausen    | Eilshausen             | Bünder Straße 34 Karte     | 1924                       |                |
|      | St. Gangolf                       | Hiddenhausen           | Löhner Straße 201 Karte    | 1500 (circa)               |                |
|      | Evangelische Kirche Lippinghausen | Lippinghausen          | Mittelpunktstraße 57 Karte | 1929 (Turm), 1972 (Kirche) |                |
|      | Evangelische Kirche Oetinghausen  | Oetinghausen           | Milchstraße 164 Karte      | 1938                       |                |
|      | Versöhnungskirche Schweicheln     | Schweicheln            | Am Kartel 2 Karte          | 1961                       |                |
|      | Evangelische Kirche Sundern       | Sundern                | Am Uphof 9 Karte           | 1983                       |                |

## Römisch-katholische Kirchen
| Bild | Name           | Stadtteil Stadtviertel | Adresse               | Bauzeit | Besonderheiten |
| ---- | -------------- | ---------------------- | --------------------- | ------- | -------------- |
|      | St. Bonifatius | Eilshausen             | Bonifatiusweg 8 Karte |         |                |

## Weitere christliche Bauten
| Bild | Name                        | Stadtteil Stadtviertel | Adresse                 | Bauzeit | Besonderheiten |
| ---- | --------------------------- | ---------------------- | ----------------------- | ------- | -------------- |
|      | Neuapostolische Kirche      | Lippinghausen          | Bünder Straße 245 Karte | 1983    |                |
|      | Gemeinde Gottes Schweicheln | Schweicheln            | Am Eickhof 14 Karte     |         |                |

## Moscheen
| Bild | Name                               | Stadtteil Stadtviertel | Adresse                    | Bauzeit | Besonderheiten |
| ---- | ---------------------------------- | ---------------------- | -------------------------- | ------- | -------------- |
|      | Ahlu s-Sunnah wal-Djamâ^ah Moschee | Hiddenhausen           | Mittelpunktstraße 63 Karte |         |                |